# Ancana hirsuta
Ancana hirsuta Jessup – gatunek rośliny z rodziny flaszowcowatych (Annonaceae Juss.). Występuje endemicznie w Australii – w północno-wschodniej części stanu Queensland.

## Morfologia
PokrójZimozielony krzew dorastający do 2,5 m wysokości.
LiścieMają lancetowaty lub eliptyczny kształt. Mierzą 5–14 cm długości oraz 2,3–5 cm szerokości. Nasada liścia jest od ostrokątnej do rozwartej. Blaszka liściowa jest całobrzega o tępym wierzchołku. Ogonek liściowy jest nagi i dorasta do 2–3 mm długości.
KwiatySą pojedyncze, rozwijają się w kątach pędów. Działki kielicha mają owalny kształt i dorastają do 4–6 mm długości. Płatki mają owalny kształt i żółtawą barwę, osiągają do 5–40 mm długości. Kwiaty mają 45–60 pręcików i 5–16 owocolistków.
OwoceApokarpiczne, mają prawie kulisty kształt. Osiągają 20 mm długości.

## Biologia i ekologia
Rośnie w lasach i zaroślach.